# Bric-à-brac

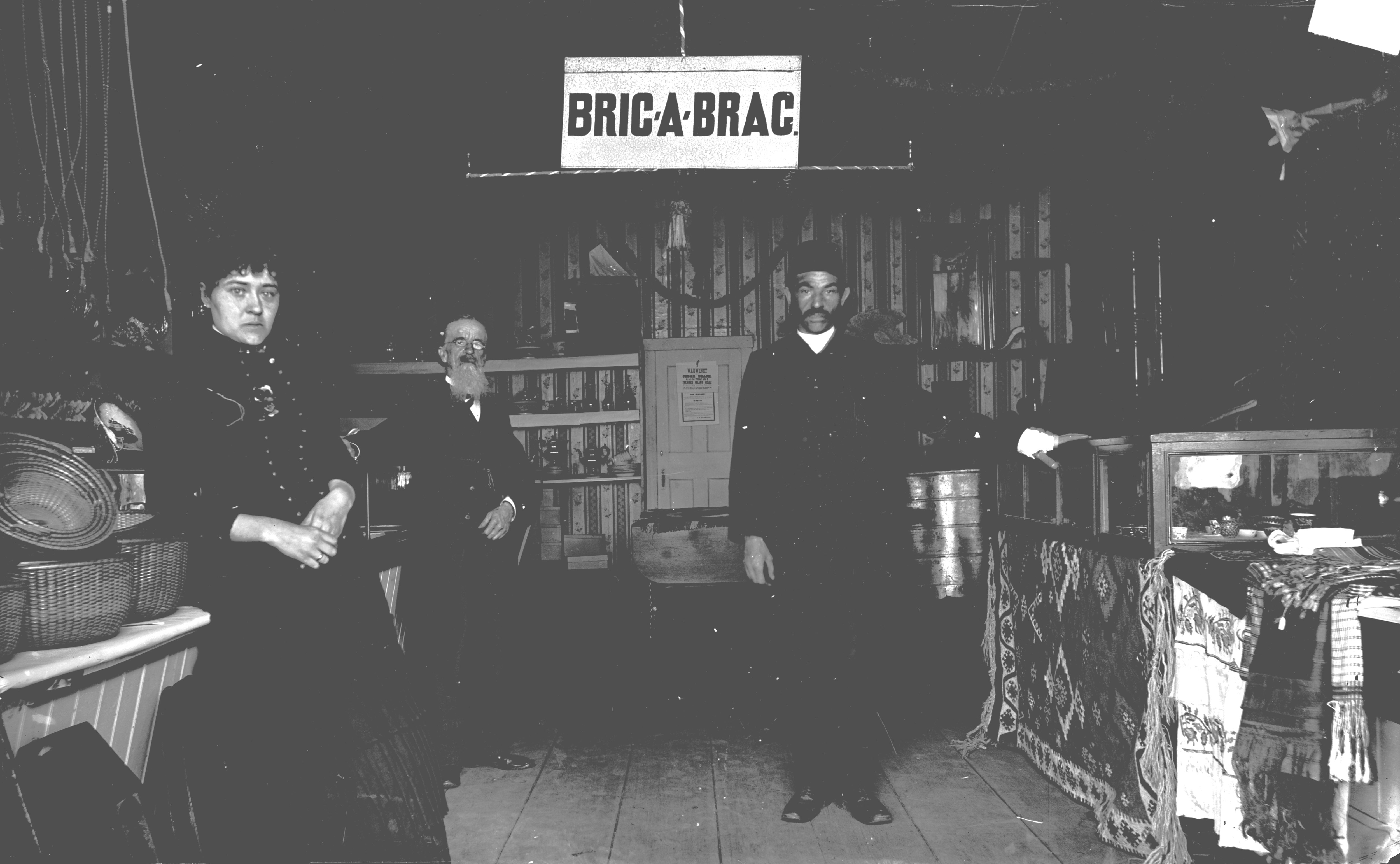
Bric-à-bracwinkel te Nantucket circa 1880

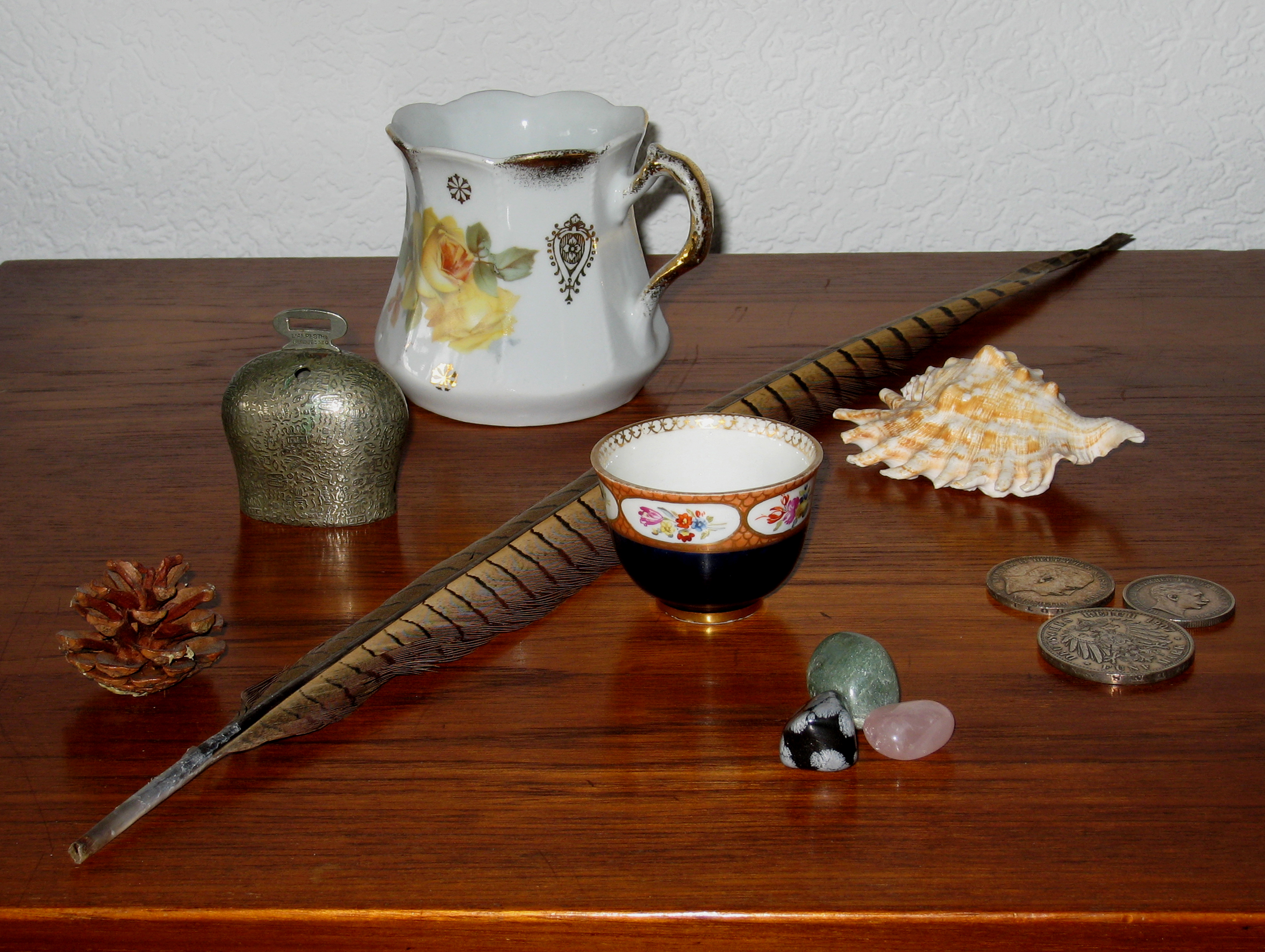
Bric-à-brac – Een verzameling decoratieve kleine voorwerpen

Bric-à-brac is een uit het Frans afkomstige uitdrukking die betrekking heeft op een verzameling van allerhande, meest goedkope, kleine voorwerpen en snuisterijen die doorgaans niets met elkaar van doen hebben. Het woord betekent zoiets als van hier en van daar ofwel: overal vandaan gesleept.
De voorwerpen waar het om gaat hebben in het algemeen geen of nauwelijks gebruikwaarde meer, maar dienen ertoe om het interieur te verfraaien. Oorspronkelijk werden de voorwerpen in een soort uitstalkast geplaatst. De term vond ingang omstreeks de 2e helft van de 19e eeuw.
Bric-à-brac werd en wordt verkocht in antiekwinkeltjes, maar het betreft geen echt antiek doch voorwerpen waarvan men meestal zegt dat ze "uit grootmoeders tijd" stammen.